# Bastide-Niel
Pour les articles homonymes, voir Bastide et Niel.
 (novembre 2021).
Si vous disposez d'ouvrages ou d'articles de référence ou si vous connaissez des sites web de qualité traitant du thème abordé ici, merci de compléter l'article en donnant les références utiles à sa vérifiabilité et en les liant à la section « Notes et références ».
Bastide-Niel est le nom d'une zone d'aménagement concertée (ZAC), située dans le quartier de La Bastide à Bordeaux. Elle se situe dans le prolongement de la ZAC Cœur de Bastide

## Localisation
Le quartier se situe entre l'avenue Thiers et le quai de Queyries, il se compose de deux anciennes gares ferroviaires et de l'ancienne caserne Niel, le tout sur une surface d'environ 35 Ha. Le secteur est desservie par le tramway A.
On retrouve dans le quartier les archives de Bordeaux métropole dans l'ancienne halle des magasins généraux, réhabilitée et agrandie.
Le quartier fait partie du troisième projet urbain de Bordeaux : Bordeaux 2030. La réalisation de ce vaste projet de 35 hectares et 3.400 logements a été confiée à l'urbaniste néerlandais Winy Maas.

## Toponymie

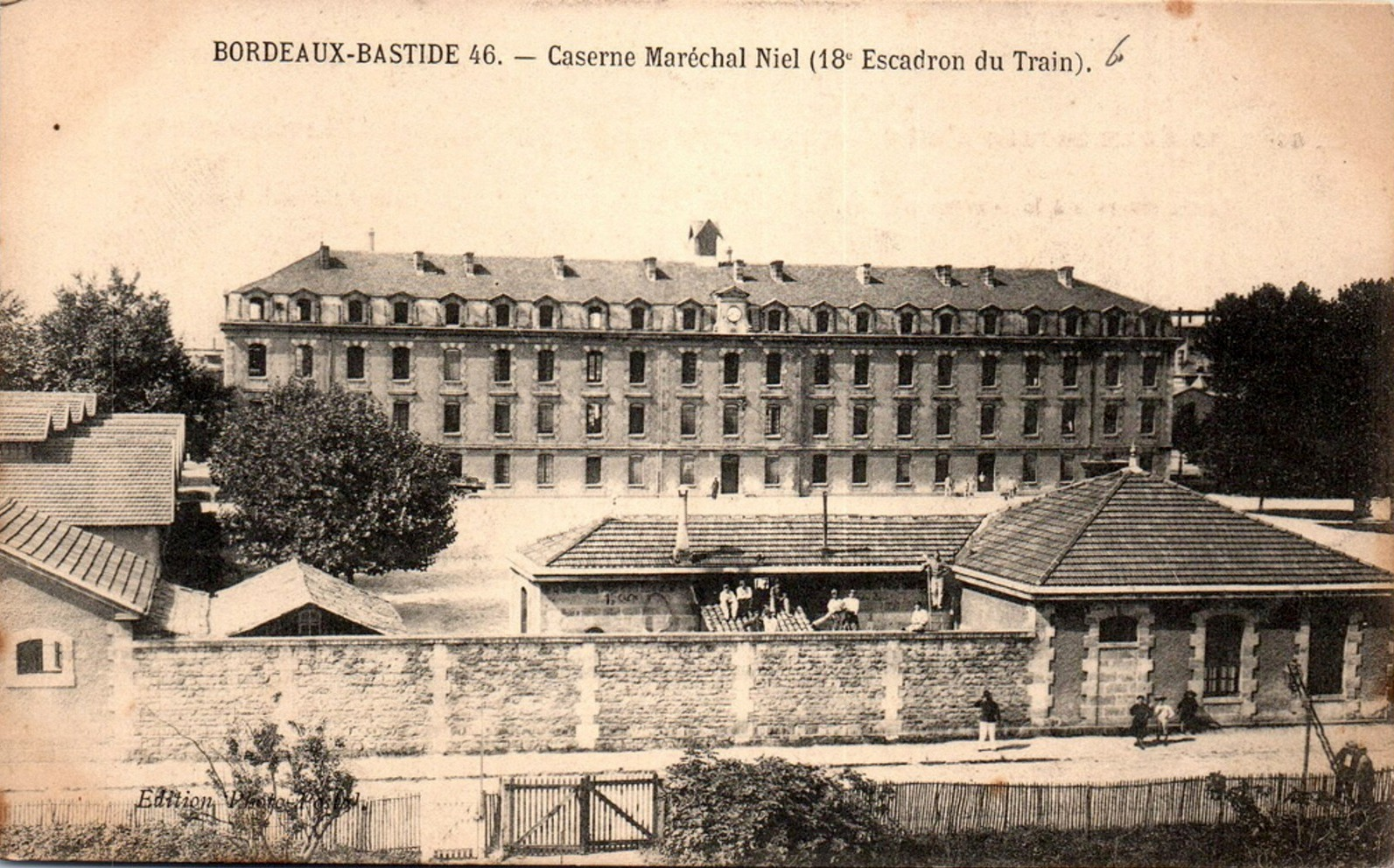
Vue de la Caserne Niel

Cette zone d'aménagement, située dans le quartier de La Bastide, doit son nom à la présence de l'ancienne Caserne Niel, aujourd'hui devenue l'Espace Darwin.

## Chiffres
- une superficie de 35 hectares, dont 15 hectares d'espaces publics, et 355.000 m2 de surface de plancher
- 67 % du bâti sera consacré au logement, dont 35 % de logements locatifs sociaux, 20 % d'accession sociale et 45 % d'accession libre. Soit au total 3.400 nouveaux logements
- 63.000 m2 de bureaux, activités et commerces
- 54.000 m2 d'équipements publics et privés (écoles, crèches, centres de loisirs, gymnases, etc.)
- 134.000 m2 d'espaces publics
- 24 espaces verts qui viendront aérer ce programme qui compte au total 126 îlots
- les livraisons doivent s'échelonner entre 2020 et 2028[2]